# Всесоюзные соревнования по лёгкой атлетике 1931
Всесоюзные отборочные соревнования к мировой рабочей Спартакиаде 1931 года в Берлине проходили с 15 по 19 июня в Москве на стадионе «Динамо». Позднее соревнования стали называться «Чемпионат СССР по лёгкой атлетике 1931 года».
Ранее, в мае и июне прошли региональные и зональные отборочные соревнования. Однако проведение Спартакиады в Берлине было запрещено германскими властями. Позднее ВСФК принял решение о проведении в Москве в 1933 году «Мировой спартакиады». Оно было утверждено президиумом ЦИК СССР и опубликовано в ноябре того же 1931 года.

## Результаты

### Личный зачёт

#### 100 метров
| Место | Спортсмен                              | Результат |
| ----- | -------------------------------------- | --------- |
| 1     | Григорий Пужный Москва                 | 11,0      |
| 2     | Иван Козлов Ленинград                  | 11,1      |
| 3     | Тимофей Корниенко Дальневосточный край | 11,4      |

| Место | Спортсменка           | Результат |
| ----- | --------------------- | --------- |
| 1     | Мария Шаманова Москва | 13,2      |
| 2     | Н. Семёнова Москва    | 13,2      |
| 3     | М. Макарова Ленинград | 13,3      |

#### 400 метров
| Место | Спортсмен              | Результат |
| ----- | ---------------------- | --------- |
| 1     | Роберт Люлько Москва   | 52,3      |
| 2     | Виктор Шелудяков Киев  | 53,3      |
| 3     | Алексей Лаушкин Москва | 53,5      |

#### 1500/800 метров
| Место | Спортсмен              | Результат |
| ----- | ---------------------- | --------- |
| 1     | Николай Денисов Москва | 4.15,2    |
| 2     | А. Ермаков Харьков     | 4.18,5    |
| 3     | Борис Цельев Москва    | 4.19,1    |

| Место | Спортсменка                   | Результат |
| ----- | ----------------------------- | --------- |
| 1     | М. Макарова Ленинград         | 2.25,3    |
| 2     | Анфиса Спиридонова Артемьевск | 2.25,7    |
| 3     | В. Кошуба Ленинград           | 2.26,7    |

#### 5000 метров
| Место | Спортсмен                      | Результат |
| ----- | ------------------------------ | --------- |
| 1     | Григорий Потёмин Москва        | 15.46,7   |
| 2     | Александр Маляев Москва        | 15.50,2   |
| 3     | Алексей Максунов Ленинград     | 15.54,2   |
| 4     | В. Привезенцев Нижний Новгород | 15.57,7   |

#### Пробег 20 000 метров
| Место | Спортсмен               | Результат |
| ----- | ----------------------- | --------- |
| 1     | Александр Маляев Москва | 1:00.55,2 |
| 2     | Кокшагин Москва         | 1:01.15,0 |

#### 4×100 метров
| Место | Команда                                                        | Результат |
| ----- | -------------------------------------------------------------- | --------- |
| 1     | Москва Роберт Люлько Александр Дёмин В. Громов Григорий Пужный | 44,8      |

| Место | Команда                                                                   | Результат |
| ----- | ------------------------------------------------------------------------- | --------- |
| 1     | Москва Елена Целовальникова Н. Семёнова Александра Бункина Мария Шаманова | 53,2      |
| 2     | Украинская ССР                                                            | 55,1      |

#### Шведская эстафета
| Место | Команда                                                   | Результат |
| ----- | --------------------------------------------------------- | --------- |
| 1     | Москва Н. Баранов В. Громов Григорий Пужный Роберт Люлько | 2.31,0    |
| 2     | УССР                                                      | 2.33,5    |

| Место | Команда   | Результат |
| ----- | --------- | --------- |
| 1     | Москва-II | 2.30,8    |

#### 110 метров с барьерами
| Место | Спортсмен               | Результат |
| ----- | ----------------------- | --------- |
| 1     | Александр Безруков Киев | 16,8      |
| 2     | Александр Дёмин РСФСР   | 17,3      |
| 3     | Борис Дьячков Тифлис    | 17,4      |

#### Прыжок в высоту
| Место | Спортсмен                  | Время |
| ----- | -------------------------- | ----- |
| 1     | Александр Безруков Киев    | 1,80  |
| 2     | Георгий Тимченко Ленинград | 1,80  |
| 3     | Аркадий Гидрат Харьков     | 1,75  |

| Место | Спортсменка                                                                   | Результат |
| ----- | ----------------------------------------------------------------------------- | --------- |
| 1     | Ольга Шахова Ленинград                                                        | 1,45      |
| 2     | Е. Андреева Москва                                                            | 1,45      |
| 3     | Мария Шаманова Москва Елена Карпович Сибирь Е. Андреева Харьков Бочке Ташкент | 1,40      |

#### Прыжок с шестом
| Место | Спортсмен               | Результат |
| ----- | ----------------------- | --------- |
| 1     | Владимир Дьячков Москва | 3,80      |
| 2     | Николай Озолин Москва   | 3,60      |
| 3     | Борис Дьячков Тифлис    | 3,40      |

#### Прыжок в длину
| Место | Спортсмен                            | Результат |
| ----- | ------------------------------------ | --------- |
| 1     | Александр Парфианович Ростов-на-Дону | 6,63      |
| 2     | Роберт Люлько Москва                 | 6,43      |
| 3     | Николай Озолин Москва                | 6,27      |

| Место | Спортсменка           | Результат |
| ----- | --------------------- | --------- |
| 1     | Мария Шаманова Москва | 5,22      |
| 2     | Т. Чечулина Ленинград | 4,84      |
| 3     | Елена Карпович Сибирь | 4,78      |

#### Толкание ядра
| Место | Спортсмен                 | Результат |
| ----- | ------------------------- | --------- |
| 1     | Сергей Ляхов Ашхабад      | 12,98     |
| 2     | Александр Безруков Киев   | 12,98     |
| 3     | Николай Выставкин Харьков | 12,83     |

| Место | Спортсменка            | Результат |
| ----- | ---------------------- | --------- |
| 1     | Гертруда Майер Тифлис  | 9,76 NR*  |
| 2     | Ольга Шахова Ленинград | 9,69      |
| 3     | Мария Шаманова Москва  | 9,61      |

1. ↑  в дополнительной попытке 13,25

#### Метание диска
| Место | Спортсмен                 | Результат |
| ----- | ------------------------- | --------- |
| 1     | Н. Солдатов Тифлис        | 41,06     |
| 2     | Сергей Ляхов Ашхабад      | 40,20     |
| 3     | Николай Выставкин Харьков | 40,11     |

| Место | Спортсменка             | Результат  |
| ----- | ----------------------- | ---------- |
| 1     | Зинаида Борисова Москва | 29,115 NR* |
| 2     | Ольга Шахова Ленинград  | 28,80      |
| 3     | Корнеева Тула           | 26,19      |

#### Метание копья
| Место | Спортсмен                     | Результат |
| ----- | ----------------------------- | --------- |
| 1     | Я. Томм Москва                | 58,19     |
| 2     | Анатолий Решетников Ленинград | 52,66     |
| 3     | Н. Солдатов Тифлис            | 47,94     |

| Место | Спортсменка             | Результат |
| ----- | ----------------------- | --------- |
| 1     | Зинаида Борисова Москва | 28,83     |
| 2     | Ольга Шахова Ленинград  | 26,19     |
| 3     | Е. Андреева Харьков     | 25,70     |